# Lamottella longipes
Lamottella longipes är en spindelart som beskrevs av Rollard, Wesolowska 2002. Lamottella longipes ingår i släktet Lamottella och familjen hoppspindlar. Inga underarter finns listade i Catalogue of Life.